# 4823 Libenice
4823 Libenice eller 1986 TO3 är en asteroid i huvudbältet som upptäcktes den 4 oktober 1986 av den tjeckiske astronomen Antonín Mrkos vid Kleť-observatoriet i Tjeckien. Den är uppkallad efter Libenice i Tjeckien.